# Danh sách vụ thảm sát ở Việt Nam
Dưới đây là danh sách các vụ thảm sát xảy ra ở Việt Nam.

## Trước thời kỳ Pháp thuộc
| Tên                   | Thời gian | Địa điểm                                         | Số người chết        | Thủ phạm                                      |
| --------------------- | --------- | ------------------------------------------------ | -------------------- | --------------------------------------------- |
| Thảm sát Sài Gòn 1782 | 1782      | Sài Gòn (Quận 5, Thành phố Hồ Chí Minh ngày nay) | Hàng nghìn người Hoa | Quân Tây Sơn dưới sự lãnh đạo của Nguyễn Nhạc |

## Thời Pháp thuộc
| Tên                            | Thời gian | Địa điểm                                | Số người chết | Thủ phạm      |
| ------------------------------ | --------- | --------------------------------------- | --- | ------------- |
| Thảm sát Ngã tư Đức Hòa (1930) | 4/6/1930  | Gia Định - Chợ Lớn Liên bang Đông Dương | Rất nhiều người | Quân đội Pháp |
| Thảm sát Chợ Giữa              | 3/12/1940 | Tiền Giang Liên bang Đông Dương         | 200 người dân thiệt mạng, trong đó đa số là người già và phụ nữ. 2.900 dân thường bị bắt; hàng trăm người bị đày ở Côn Đảo | Quân đội Pháp |

## Chiến tranh Đông Dương (1945–54)
| Tên                                      | Thời gian           | Địa điểm                                                                             | Số người chết | Thủ phạm                      |
| ---------------------------------------- | ------------------- | ------------------------------------------------------------------------------------ | --- | ----------------------------- |
| Thảm sát Sài Gòn – khu Héraud (Tân Định) | 24-26/9/1945        | Sài Gòn, Việt Nam Dân chủ Cộng hòa                                                   | 300 | Lực lượng vũ trang Bình Xuyên |
| Thảm sát Hải Phòng                       | 23/11/1946          | Hải Phòng, Việt Nam Dân chủ Cộng hòa                                                 | Khoảng 6000 người | Quân đội Pháp                 |
| Thảm sát Mỹ Trạch                        | 29/11/1947          | Làng Mỹ Trạch, xã Mỹ Thủy thuộc huyện Lệ Thủy, Quảng Bình, Việt Nam Dân chủ Cộng hòa | 310 | Quân đội Pháp                 |
| Thảm sát Cầu Hòa (Bến Tre)               | 10/1/1947           | Ấp Cầu Hòa, xã Phong Nẫm, huyện Giồng Trôm, Bến Tre, Việt Nam Dân chủ Cộng hòa       | 286 người, gồm phần lớn là phụ nữ, trẻ em và người già. | Quân đội Pháp                 |
| Thảm sát Tân Minh (Quảng Trị)            | 15/10/1947          | Ấp Tân Minh, xã Gio Thành, huyện Gio Linh, Quảng Trị, Việt Nam Dân Chủ Cộng hòa      | Trong 150 người bị sát hại có 13 cụ già, 30 bà mẹ, 7 thanh niên, 9 trung niên, 21 phụ nữ (trong đó có sáu người đang mang thai) 45 trẻ em, 4 người tàn tật. | Quân đội Pháp                 |
| Thảm sát chợ Gộ 1947 (Quảng Bình)        | 14/7/1947           | Xã Vĩnh Ninh, huyện Quảng Ninh, tỉnh Quảng Bình, Việt Nam Dân Chủ Cộng hòa           | 120 | Quân đội Pháp                 |
| Thảm sát Quảng Nam                       | 12 tháng 6 năm 1948 | Làng Hà Thành (huyện Điện Bàn) và làng Giảng Đông (huyện Hòa Vang), tỉnh Quảng Nam   | 400 (hầu hết là phụ nữ, trẻ em và người già) | Binh đoàn Lê dương Pháp       |
| Thảm sát Vũng Tàu                        | 21 tháng 7 năm 1952 | Vũng Tàu                                                                             | 20 người chết, 23 người bị thương | Việt Minh                     |
| Thảm sát Cát Bay                         | 20/2/1951           | Làng Cát Bay, thôn Đông Bình, xã Bình Thạnh, huyện Tuy Phong, tỉnh Bình Thuận        | 311 | Quân đội Pháp                 |
| Thảm sát Vàm Cái Sắn                     | 23/9/1946           | 🇻🇳Vàm Cái Sắn, Biển Bạch Đông, Thới Bình, Cà Mau                                     | 23 Dân thường | 🇨🇵Quân đội Pháp               |
| Thảm sát Noong Nhai lần 1                | 20/11/1953          | Bản Noong Nhai, xã Thanh Xương, huyện Điện Biên, tỉnh Lai Châu                       | vài chục người | Quân đội Pháp                 |
| Thảm sát Noong Nhai lần 2                | 25/04/1954          | Bản Noong Nhai, xã Thanh Xương, huyện Điện Biên, tỉnh Lai Châu                       | 444 | Quân đội Pháp                 |

## Chiến tranh Việt Nam (1954–75)
Mặc dù đã có nhiều vụ thảm sát được ghi nhận, song còn nhiều vụ khúc mắc hoặc gây tranh cãi về tính trung thực.

### Các vụ thảm sát gây ra bởi Hoa Kỳ và quân đồng minh
Các vụ thảm sát xảy ra trong chiến tranh Việt Nam gây ra bởi quân đội Hoa Kỳ và quân đồng minh. Nổi bật là các vụ gây ra bới quân đội Hàn Quốc, chủ yếu nhắm vào 3 tỉnh Bình Định, Quảng Ngãi và Phú Yên - 3 tỉnh mà quân đội Hàn Quốc thường đóng quân và tiến hành các chiến dịch truy tìm nơi ẩn náu của lực lượng Mặt trận Dân tộc Giải phóng miền Nam Việt Nam (Việt Cộng). Tờ báo Hankyoreh từng nhắc đến việc quân đội Hàn Quốc tàn sát thường dân Việt Nam. Một ước tính cho rằng quân đội Hàn Quốc đã tàn sát hơn 300.000 người Việt trong suốt cuộc chiến tranh tại Việt Nam.
Cơ quan Lưu trữ Hồ sơ và Tài liệu Quốc gia (NARA) của Hoa Kỳ đã có hơn 9.000 trang tư liệu, hồ sơ cung cấp chi tiết về 320 cuộc thảm sát lớn nhỏ đã được cơ quan điều tra của quân đội Mỹ xác minh và có những bằng chứng cụ thể. Trong đó có những vụ thảm sát tương đương mức độ như thảm sát Sơn Mỹ của quân đội Mỹ tại Việt Nam mà chưa được ghi nhận đầy đủ, những hồ sơ còn nhiều thiếu sót, còn nhiều cuộc thảm sát không được đưa vào hồ sơ, hoặc bị che giấu bưng bít thành công. Các vụ việc còn lưu giữ trong hồ sơ NARA có thể kể đến: 7 vụ thảm sát lớn từ 1967-1971, mỗi vụ có ít nhất 137 người dân bị giết, 78 vụ thảm sát khác vào những người dân thường, mỗi vụ có ít nhất 57 người bị giết và 56 người bị gây thương tật, 15 vụ hãm hiếp hàng loạt, hiếp trước giết sau, 141 vụ tra tấn vô nhân đạo thường dân hoặc tù binh chiến tranh. Ngoài 320 cuộc thảm sát được xác minh, hồ sơ còn có những tài liệu có liên quan đến hơn 500 hành động tàn ác mà các điều tra viên chưa thể chứng minh hoặc không được quan tâm đến.
| Tên                                                      | Thời gian               | Địa điểm                                                                       | Số người chết | Thủ phạm                                   |
| -------------------------------------------------------- | ----------------------- | ------------------------------------------------------------------------------ | --- | ------------------------------------------ |
| Thảm sát Chợ Được (Quảng Nam)                            | 4/9 - 6/9/1954          | Chợ Được, Quảng Nam, miền Nam Việt Nam                                         | 43 dân thường thiệt mạng, 23 người khác bị thương | Quân đội Quốc gia Việt Nam                 |
| Thảm sát Ngân Sơn - Chí Thạnh                            | 7/9/1954                | Xã Ngân Sơn, Chí Thạnh, Phú Yên, miền Nam Việt Nam                             | 64 chết và 76 bị thương | Quân đội Quốc gia Việt Nam                 |
| Thảm sát Bình Thành 1954 (Đồng Tháp)                     | 12/11/1954              | xã Bình Thành, huyện Thanh Bình, tỉnh Đồng Tháp, Việt Nam Cộng hòa             | 34 dân thường bị thiệt mạng, 10 người khác bị thương, hàng trăm người khác bị bắt bớ | Quân đội Quốc gia Việt Nam                 |
| Thảm sát Hướng Điền                                      | 11-13/7/1955            | Xã Hướng Điền, Hướng Hóa, Quảng Trị, Việt Nam Cộng hòa                         | 94 (gồm 7 Cộng sản) | Đại Việt Quốc dân Đảng                     |
| Tố Cộng diệt Cộng                                        | 1955 - 1960             | Việt Nam Cộng hòa                                                              | 24.000 bị thương, 80.000 bị hành quyết hay bị ám sát, 275.000 bị cầm tù, thẩm vấn hoặc với tra tấn hoặc không, và khoảng 500.000 bị đưa đi các trại tập trung                                                     | Quân đội Quốc gia Việt Nam                 |
| Thảm sát nhà tù Phú Lợi                                  | 30/11/1958              | Nhà tù Phú Lợi, Bình Dương, Việt Nam Cộng hòa                                  | Hàng ngàn người chết | Việt Nam Cộng hòa                          |
| Thảm sát Khu trù mật Vị Thanh - Hỏa Lựu 1959 (Hậu Giang) | 1959-1963               | Xã Vị Thanh và Hòa Lựu, Hậu Giang, Việt Nam Cộng hòa                           | Hàng ngàn người chết, nhiều hố chôn tập thể | Việt Nam Cộng hòa                          |
| Thảm sát chùa Cao Dân                                    | 27/7/1961               | Chùa Cao Dân, Cà Mau, Việt Nam Cộng hòa                                        | 20 | Quân đội Việt Nam Cộng hòa                 |
| Thảm sát Vĩnh Lợi 1962 (Sóc Trăng)                       | 23-24/3/1962            | Vịnh Lợi, Thạnh Trị, Sóc Trăng, Việt Nam Cộng hòa                              | 36 người thiệt mạng, trong đó có 12 người (gồm 8 người công giáo) bị mổ bụng lấy lá gan và túi mật | Quân đội Việt Nam Cộng hòa                 |
| Thảm sát Giồng Sắn                                       | 25/10/1965              | xã Phú Hữu, huyện Nhơn Trạch, tỉnh Đồng Nai, Việt Nam Cộng hòa                 | 536 thường dân vô tội bị Quân lực Việt Nam Cộng hòa thảm sát, hơn 100 người bị thương. Trong đó đại đa số là phụ nữ và trẻ em; phá hủy trên 100 ghe xuồng - phương tiện làm ăn sinh sống hàng ngày của người dân. | Quân lực Việt Nam Cộng hòa                 |
| Thảm sát Hòa Mỹ                                          | 21/1/1966               | Hòa Mỹ, tỉnh Tuy Hòa                                                           | Nhiều dân thường | Quốc quân Đại Hàn Dân Quốc                 |
| Thảm sát Thái Bình                                       | Tháng 2/1966            | Làng Sơn Mỹ, Bình Định, Việt Nam Cộng hòa                                      | 65 | Quốc quân Đại Hàn Dân Quốc                 |
| Thảm sát Tây Vinh                                        | 12/2-17/3/1966          | Làng Tây Vinh, Tây Sơn, Bình Định, Việt Nam Cộng hòa                           | 1.200 | Quốc quân Đại Hàn Dân Quốc                 |
| Thảm sát Bình An                                         | 26/2/1966               | Gò Dài, làng Bình An, Tây Sơn, Bình Định, Việt Nam Cộng hòa                    | 380 | Quốc quân Đại Hàn Dân Quốc                 |
| Thảm sát Binh Tai                                        | 9/10/1966               | Làng Binh Tai, Phước Bình, tỉnh Sông Bé, Việt Nam Cộng hòa                     | 168 | Quốc quân Đại Hàn Dân Quốc                 |
| Thảm sát Diên Niên-Phước Bình                            | 9-13/10/1966            | Làng Tịnh Sơn, huyện Sơn Tịnh, Quảng Ngãi, Việt Nam Cộng hòa                   | 280 | Quốc quân Đại Hàn Dân Quốc                 |
| Thảm sát Bình Hòa                                        | 3-6/12/1966             | Làng Bình Hòa, Quảng Ngãi, Việt Nam Cộng hòa                                   | 430 | Quốc quân Đại Hàn Dân Quốc                 |
| Thảm sát Thủy Bồ                                         | 21/1/1967               | Làng Thủy Bồ, xã Điên Thọ, huyện Điện Bàn, Quảng Nam, Việt Nam Cộng hòa        | 145 người dân lành gồm phần lớn là những người già, phụ nữ và trẻ em vô tội đã bị sát hại. | Quốc quân Đại Hàn Dân Quốc                 |
| Thảm sát Vinh Xuân                                       | 1/4/1967                | Làng Vinh Xuân, Phú Yên, Việt Nam Cộng hòa                                     | 15 | Quốc quân Đại Hàn Dân Quốc                 |
| Thảm sát Hà My                                           | 25/2/1968               | Làng Hà My, Quảng Nam, Việt Nam Cộng hòa                                       | 135 | Quốc quân Đại Hàn Dân Quốc                 |
| Thảm sát Phong Nhất và Phong Nhị                         | 12/2/1968               | Làng Phong Nhất và Phong Nhị, Điện Bàn, Quảng Nam, Việt Nam Cộng hòa           | 69-79 | Quốc quân Đại Hàn Dân Quốc                 |
| Thảm sát Mỹ Lai                                          | 16/3/1968               | Thôn Mỹ Lai, làng Sơn Mỹ, huyện Sơn Tịnh, tỉnh Quảng Ngãi, Việt Nam Cộng hòa   | 347-504 | Lục quân Hoa Kỳ                            |
| Thảm sát Duy Trinh                                       | 14/8/1968               | Làng Duy Trinh, Quảng Nam                                                      | 32 | Quốc quân Đại Hàn Dân Quốc                 |
| Chiến dịch Speedy Express                                | Tháng 12/1968-11/5/1969 | Các tỉnh Định Tường, Kiến Hòa và Gò Công, Việt Nam Cộng hòa                    | Ít nhất 5.000 | Quân đội Hoa Kỳ                            |
| Thảm sát Thạnh Phong                                     | 25/2/1969               | Ấp Thạnh Hòa, xã Thạnh Phong, huyện Thạnh Phú, tỉnh Bến Tre, Việt Nam Cộng hòa | 21 | Quân đội Hoa Kỳ                            |
| Thảm sát Sơn Thắng                                       | 19/2/1970               | Làng Sơn Thắng, Quảng Nam, Việt Nam Cộng hòa                                   | 16 | Quân đội Hoa Kỳ                            |
| Thảm sát lung Máng Diệc                                  | 17/3/1970               | Lung Máng Diệc, Cà Mau, Việt Nam Cộng hòa                                      | 72 | Quân đội Hoa Kỳ Quân lực Việt Nam Cộng hòa |
| Thảm sát Nam Ngạn                                        | 14/6/1972               | Nam Ngạn, Thanh Hóa, Việt Nam Dân chủ Cộng hòa                                 | Ước tính hàng trăm | Quân đội Hoa Kỳ                            |
| Thảm sát Bệnh viện Bạch Mai, Hà Nội                      | 22/12/1972              | Bệnh viện Bạch Mai, Hai Bà Trưng, Hà Nội, Việt Nam Dân chủ Cộng hòa            | 28 bác sĩ và y tá, 22 người khác bị thương | Không quân Hoa Kỳ                          |
| Thảm sát phố Khâm Thiên, Hà Nội                          | 26/12/1972              | Phố Khâm Thiên, Hà Nội, Việt Nam Dân chủ Cộng hòa                              | 2000 ngôi nhà, 283 thiệt mạng, 266 bị thương | Không quân Hoa Kỳ                          |
| Thảm sát cầu Đăk Lung (1975)                             | 6/1/1975                | Cầu Đắk Lung, Bình Phước, Việt Nam Cộng hòa                                    | Hàng trăm dân thường thiệt mạng, riêng tại cầu Đắk Lung là hơn 300 dân thường thiệt mạng | Quân lực Việt Nam Cộng hòa                 |

### Các vụ thảm sát gây ra bởi quân Giải phóng
| Tên                               | Thời gian | Địa điểm                                                                      | Số người chết | Thủ phạm                                                                 |
| --------------------------------- | --------- | ----------------------------------------------------------------------------- | ------------- | ------------------------------------------------------------------------ |
| Thảm sát Đắk Sơn                  | 5/12/1967 | Làng Đắk Sơn, Phước Long                                                      | 114-252       | Mặt trận Dân tộc Giải phóng miền Nam Việt Nam                            |
| Thảm sát Đức Dục                  | 29/3/1971 | Huyện Đức Dục, Quảng Nam                                                      | 182           | Mặt trận Dân tộc Giải phóng miền Nam Việt Nam Quân đội Nhân dân Việt Nam |
| Thảm sát Sơn Trà                  | 28/6/1968 | Sơn Trà, Bình Sơn, Quãng Ngãi                                                 | 88            | Mặt trận Dân tộc Giải phóng miền Nam Việt Nam                            |
| Pháo kích trường tiểu học Cai Lậy | 1974      | Trường tiểu học Cai Lậy, Thị trấn Cai Lậy, tỉnh Định Tường, Việt Nam Cộng hòa | 32 - 34       | Mặt trận Dân tộc Giải phóng miền Nam Việt Nam                            |

### Nghi ngờ không có thật
| Tên                       | Thời gian | Địa điểm | Số người chết                                                          | Thủ phạm                                                        | Mô tả |
| ------------------------- | --------- | -------- | ---------------------------------------------------------------------- | --------------------------------------------------------------- | --- |
| Thảm sát Huế Tết Mậu Thân | 31/1/1968 | Huế      | Ước tính của Hoa Kỳ: 2.800-6.000 Ước tính của Việt Nam Cộng hòa: 3.776 | Việt Nam Cộng hòa Mặt trận Dân tộc Giải phóng miền Nam Việt Nam | Quan điểm của Hoa Kỳ: Trong chiến dịch Tết Mậu Thân 1968, quân giải phóng tiến vào đánh chiếm Huế để giành quyền kiểm soát. Sau khi kiểm soát được Huế, quân giải phóng bắt đầu truy lùng và giết những người phản đối chính quyền cộng sản. Theo các báo cáo của Việt Nam Cộng hòa, những nạn nhân gồm phụ nữ, nam giới, trẻ em và trẻ sơ sinh bị trói, tra tấn và chôn sống trong các hố chôn tập thể.            |
| Thảm sát Huế Tết Mậu Thân | 31/1/1968 | Huế      | Ước tính của Hoa Kỳ: 2.800-6.000 Ước tính của Việt Nam Cộng hòa: 3.776 | Việt Nam Cộng hòa Mặt trận Dân tộc Giải phóng miền Nam Việt Nam | Quan điểm của Mặt trận Dân tộc Giải phóng miền Nam Việt Nam: Quân đội Hoa Kỳ sau đó đã phản công lại quân Giải phóng ở Huế, ném bom tàn phá thành phố khiến nhiều người dân bị thiệt mạng, và họ đã chôn những thường dân đó cùng với các binh sĩ tử trận của tất cả các bên tham chiến. Sau cùng, nhiều nguồn từ phía Việt Nam Dân chủ Cộng hòa khẳng định không hề có cái gọi là "cuộc thảm sát đẫm máu" tại Huế. |

Các tài liệu do phía Hoa Kỳ và Việt Nam Cộng hòa tuyên bố về số người chết không có sự thống nhất, có nguồn đưa ra con số 2.867, còn có nguồn đưa ra con số 3.000. 1 nguồn của Mỹ cho là tài liệu của Mặt trận Dân tộc Giải phóng đã ghi chép lại rằng quân giải phóng đã "loại khỏi vòng chiến đấu" 1.892 sĩ quan chính quyền, 38 công an, 790 tên độc tài" – tổng cộng là 2.720 người. Khái niệm loại khỏi vòng chiến đấu có thể là tiêu diệt hoặc bắt sống. 1 nguồn khác ghi lại rằng trong trận đánh đã xảy ra những vụ giết chóc, song những vụ việc đó gây ra bởi những hành vi trả thù cá nhân lẫn nhau của người dân.
Từ các nhà báo độc lập và học giả: 
- Hãng AFP thì đưa tin về nguyên nhân có những hố chôn tập thể tại Huế: "Trong các trận đánh hàng nghìn quân nhân đã bị giết. Quân đội Hoa Kỳ và quân chính phủ (Sài Gòn) phải chôn những binh lính chết của họ bất kỳ nơi nào và lúc nào có thể được. Còn lính dù Việt Nam Cộng hòa thì chôn xác ngay trên trận địa".[31]
- Nguồn của Laderman đưa ra con số 1.100 người dân Huế bị quân đội Việt Nam Cộng hòa và quân Hoa Kỳ giết sau khi tái chiếm Huế nhằm trừng phạt những dân thường đã ủng hộ quân Giải phóng khi họ đóng ở đây.[32]
- Nhà sử học David Hunt cho rằng các tài liệu của Mỹ về vụ thảm sát là một trong các chính sách của chính phủ Mỹ, "về tất cả các phương diện, hoàn toàn là nhằm tuyên truyền". Năm 1988, Douglas Pike nói rằng chính ông ta trước đó "đã tham gia vào một nỗ lực có chủ đích nhằm làm mất uy tín của quân Giải phóng".[33]

## Việt Nam thống nhất (1975-nay)

### Chiến tranh biên giới Tây NamvàChiến tranh biên giới Việt-Trung(1975-1979)
| Tên                   | Thời gian    | Địa điểm                                                                                       | Số người chết  | Thủ phạm   |
| --------------------- | ------------ | ---------------------------------------------------------------------------------------------- | -------------- | ---------- |
| Thảm sát đảo Thổ Chu  | 12/5/1975    | đảo Thổ Chu, tỉnh Kiên Giang                                                                   | 515 dân thường | Khmer Đỏ   |
| Thảm sát Tân Biên     | 25/9/1977    | xã Tân Lập, huyện Tân Biên, tỉnh Tây Ninh                                                      | 592 dân thường | Khmer Đỏ   |
| Thảm sát Bù Đốp       | 16/3/1978    | ấp Xa Trạch (nay là 2 ấp Tân Trạch và Tân Hưng), xã Phước Thiện, huyện Bù Đốp, tỉnh Bình Phước | 116            | Khmer Đỏ   |
| Thảm sát Ba Chúc      | 18-30/4/1978 | thị trấn Ba Chúc, huyện Tri Tôn, tỉnh An Giang                                                 | 3.157          | Khmer Đỏ   |
| Thảm sát chùa Phi Lai | 20/4/1978    | Chùa Phi Lai, huyện Tri Tôn, tỉnh An Giang                                                     | 150            | Khmer Đỏ   |
| Thảm sát Tổng Chúp    | 9/3/1979     | Hợp tác xã Hồng Ngọc, thuộc thôn Tổng Chúp, xã Hưng Đạo, huyện Hòa An, tỉnh Cao Bằng           | 43             | Trung Quốc |

## Tư liệu
- Félixine, Lucien (1959). L'Indochine livrée aux bourreaux (bằng tiếng Pháp). Nouvelles Editions Latines.
- Valette, Jacques (1994). La Guerre d'Indochine 1945-1954 (bằng tiếng Pháp). Armand Colin.
- Armstrong, Charles (2001). Critical Asian Studies, Volume 33, Issue 4: America's Korea, Korea's Vietnam. Routledge.
- Wintle, Justin (2006). Romancing Vietnam: inside the boat country. Signal Books Ltd. ISBN 1-904955-15-0.
- Oliver, Kendrick (2006). The My Lai Massacre in American History and Memory. Đại học Manchester (Anh). ISBN 978-0-7190-6891-1.
- Kwon, Heonik (2007). After the Massacre: Commemoration and Consolation in Ha My and My Lai. Đại học California (Hoa Kỳ). ISBN 978-0-520-24797-0.
- Krohn, Charles A (1993). The Lost Battalion: Controversy and Casualties in the Battle of Hue. Westport, Conn: Praeger.